# 张宝生
张宝生（1939年10月2日—1997年5月1日），中华人民共和国政治人物、外交官。
1992年，接替胡立鹏担任中华人民共和国驻安哥拉大使。1994年，由肖思晋接任。